# Continental Motors Company
Continental Motors Company — американский производитель двигателей внутреннего сгорания. Компания производила двигатели для многих производителей автомобилей, тракторов и стационарного оборудования такого как насосы, генераторы и приводы промышленного оборудования с 1900-х по 1960-е годы. Continental Motors также производила автомобили в 1932—1933 годах под названием Continental Automobile Company. Компания Continental Aircraft Engine Company как дочернее отделение была образована в 1929 году для разработки и производства авиационных двигателей, что в дальнейшем станет основным направлением деятельности Continental Motors, Inc.

## История компании
Continental Motors основана в 1905 году как компания по производству двигателей внутреннего сгорания различного назначения.
В августе 1929 года компания Continental Motors создала Continental Aircraft Engine Company в качестве дочерней компании для разработки и производства авиационных двигателей.
Continental Motors производила автомобильные двигатели по заказу многочисленных автомобильных компаний в 1910-х, 1920-х и 1930-х годах. 
Так, Durant Motors Corporation использовала двигатели Continental своих модельных рядах Star, Durant, Flint и Rugby. После краха Durant в 1931 году компания De Vaux-Hall Motors Company стала выпускать собственные автомобили под названием Durant в Гранд-Рапидсе, Мичигане и Окленде. Когда в 1932 году компания De Vaux-Hall также закрылась, не имея возможности платить кредиторам, Continental Motors взяла на себя производство автомобилей, которые продавала под торговой маркой Continental-De Vaux до конца 1932 года.
В 1933 году Continental Motors представила совершенно новую линейку автомобилей марки Continentals.
Автомобили Continentals 1933 года продавались в трех модельных рядах: 
- самый большой и самый дорогой автомобиль с шестицилиндровым двигателем Continentals Ace
- автомобиль с шестицилиндровым двигателем меньшего размера Continentals Flyer
- недорогой автомобиль с четырехцилиндровым двигателем Continentals Beacon.

Beacon 1933 года был самым дешевым полноразмерным автомобилем, который предлагался для продажи в Соединенных Штатах в 1930-х годах и стоил всего $335. 
Однако ни один из автомобилей линейки Continentals не имел окупаемости в период экономической депрессии. В то же время канадская компания Dominion Motors Ltd. строила те же автомобили Flyer и Beacon по лицензии Continental для продажи на канадском рынке и импортировала более крупные модели Ace. 
Continental остановила выпуск моделей Ace и Flyer 1933 года, обнаружив, что производство автомобилей нерентабельно. Сборка самой дешевой модели Beacon прекращена в 1934 году.
Continental была крупным производителем авиадвигателей «рядной четверки» и поставляла аналогичный двигатель для танков M4 Sherman во время Второй мировой войны. 
Вероятно, Continental имела  правительственные контракты США во время Корейской войны. 
Когда реактивные самолёты в ВВС США стали заменять самолеты с поршневыми двигателями, фирма начала терять военные контракты, что положило конец процветанию Continental. 
Когда война в Корее закончилась, Kaiser Motors, которая использовала двигатели Continental во всех своих автомобилях, добилась права на производство двигателей Continental собственными силами.
Kaiser Motors, работая с двигателем, разработанным Continental, представил первый в США серийный рядный шестицилиндровый двигатель с верхним расположением цилиндров. Он дебютировал в автомобилях Jeep Corporation, принадлежащих Kaiser, в середине 1960-х годов. Однако Штутц строил рядные шестицилиндровые двигатели с одним и двумя верхними распредвалами соответственно в конце 1920-х и начале 1930-х годов и в начале 1930-х годов . Более того, они устанавливались на серийные автомобили Stutz.